# Mistrzostwa Świata w Kolarstwie Przełajowym 1982
33. Mistrzostwa Świata w Kolarstwie Przełajowym 1982 odbyły się we francuskiej miejscowości Lanarvily, w dniach 20 - 21 lutego 1982 roku. Rozegrano wyścigi mężczyzn w kategoriach zawodowców, amatorów i juniorów.

## Medaliści
| Konkurencja:               | Złoto:          | Czas      | Srebro:         | Czas     | Brąz:              | Czas     |
| Klasyfikacja mężczyzn      |                 |           |                 |          |                    |          |
| Zawodowcy (21 lutego 1982) | Roland Liboton  | 1:06:36 h | Albert Zweifel  | + 0:02 m | Hennie Stamsnijder | + 0:43 m |
| Amatorzy (20 lutego 1982)  | Miloš Fišera    | 52:38 m   | Radomír Šimůnek | + 0:00 m | Ueli Müller        | + 0:00 m |
| Juniorzy (20 lutego 1982)  | Beat Schumacher | 43:06 m   | Erwin Nijboer   | + 0:04 m | Radovan Fořt       | + 1:02 m |

## Szczegóły

### Zawodowcy
| Medal | Zawodnik           | Narodowość | Czas      |
| ----- | ------------------ | ---------- | --------- |
|       | Roland Liboton     | Belgia     | 1:06:36 h |
|       | Albert Zweifel     | Szwajcaria | + 0:02    |
|       | Hennie Stamsnijder | Holandia   | + 0:43    |
| 4     | Robert Vermeire    | Belgia     | + 1:19    |
| 5     | Raimund Dietzen    | RFN        | + 1:56    |
| 6     | Johan Ghyllebert   | Belgia     | + 2:13    |
| 7     | Gilles Blaser      | Szwajcaria | + 2:22    |
| 8     | Dieter Uebing      | RFN        | + 2:49    |
| 9     | Rein Groenendaal   | Holandia   | + 3:13    |
| 10    | Klaus-Peter Thaler | RFN        | + 3:30    |

### Amatorzy
| Medal | Zawodnik            | Narodowość     | Czas    |
| ----- | ------------------- | -------------- | ------- |
|       | Miloš Fišera        | Czechosłowacja | 52:38 m |
|       | Radomír Šimůnek     | Czechosłowacja | + 0:00  |
|       | Ueli Müller         | Szwajcaria     | + 0:00  |
| 4     | Hans Boom           | Holandia       | + 0:00  |
| 5     | Vito Di Tano        | Włochy         | + 0:00  |
| 6     | Ivan Messelis       | Belgia         | + 0:00  |
| 7     | Jean-Yves Plaisance | Francja        | + 0:06  |
| 8     | Petr Klouček        | Czechosłowacja | + 0:06  |
| 9     | Fritz Saladin       | Szwajcaria     | + 0:10  |
| 10    | Herman Snoeyink     | Holandia       | + 0:12  |

### Juniorzy
| Medal | Zawodnik              | Narodowość      | Czas    |
| ----- | --------------------- | --------------- | ------- |
|       | Beat Schumacher       | Szwajcaria      | 43:06 m |
|       | Erwin Nijboer         | Holandia        | + 0:04  |
|       | Radovan Fořt          | Czechosłowacja  | + 1:02  |
| 4     | Christopher Young     | Wielka Brytania | + 1:08  |
| 5     | Peter Hric            | Czechosłowacja  | + 1:30  |
| 6     | Maurizio Vandelli     | Włochy          | + 1:54  |
| 7     | Timothy Gould         | Wielka Brytania | + 1:57  |
| 8     | Klaus-Dieter Pohlmann | RFN             | + 2:12  |
| 9     | Karsten Migels        | NRD             | + 2:17  |
| 10    | Angelo Tosi           | Włochy          | + 2:23  |

## Tabela medalowa
| Miejsce | Państwo        |   |   |   |   |
| ------- | -------------- | - | - | - | - |
| 1.      | Czechosłowacja | 1 | 1 | 1 | 3 |
| 1.      | Szwajcaria     | 1 | 1 | 1 | 3 |
| 3.      | Belgia         | 1 | 0 | 0 | 1 |
| 4.      | Holandia       | 0 | 1 | 1 | 2 |